# Oxigenación hiperbárica
La oxigenación hiperbárica, tiene su origen en el uso de la cámara hiperbárica para el tratamiento de accidente de buceo, en el que se utiliza una cámara que permite introducir aire comprimido a una presión tal que duplique la presión atmosférica a la que se encontraba el buzo, quien al salir a la superficie sin escalas se descompresiona tan rápido que no le da tiempo al organismo de metabolizar los gases que normalmente existen en el aire que respiramos, en este caso se trata del nitrógeno que es el componente principal del aire, el cual al comprimirse a una presión superior a la de la atmósfera, al salir muy rápido a la superficie hace que las moléculas del mismo contenidas en la sangre se dilaten y provoquen una embolia gaseosa. Por tal razón, al introducir a una persona a una cámara hiperbárica en un ambiente cargado de oxígeno a una presión X (de 1.5 a 3 ATA de presión) sin duda el cuerpo recibirá una carga de oxígeno superior a la que normalmente respira, se cree que con varias sesiones de esta técnica terapéutica alterna, se logre la regeneración celular en algunos padecimientos de la sangre (leucemia) aunque el tratamiento de elección en primera instancia sería un trasplante de médula ósea.
De acuerdo a los principios del buceo autónomo, quien se somete a un tratamiento dentro de una cámara donde se expondrá a una presión muy superior a la que estamos acostumbrados, deberá de permanecer dentro el tiempo suficiente para que se vaya liberando la presión por etapas, como si estuviera emergiendo de una profundidad inferior a los cinco metros. En este caso, el nivel del mar sería 0 hacia abajo sería -1, -2, -3, etc.